# Nagórzany (rejon czortkowski)
Nagórzany – wieś na Ukrainie w rejonie czortkowskim należącym do obwodu tarnopolskiego.